# História do macOS
O OS X é o sistema operacional desenvolvido pela Apple para seus desktops  e laptops. Apesar de ter sido inicialmente designado apenas como a "versão 10" do Mac OS, possui uma história relativamente independente dos lançamentos anteriores do Mac OS.

## Desenvolvimento fora da Apple

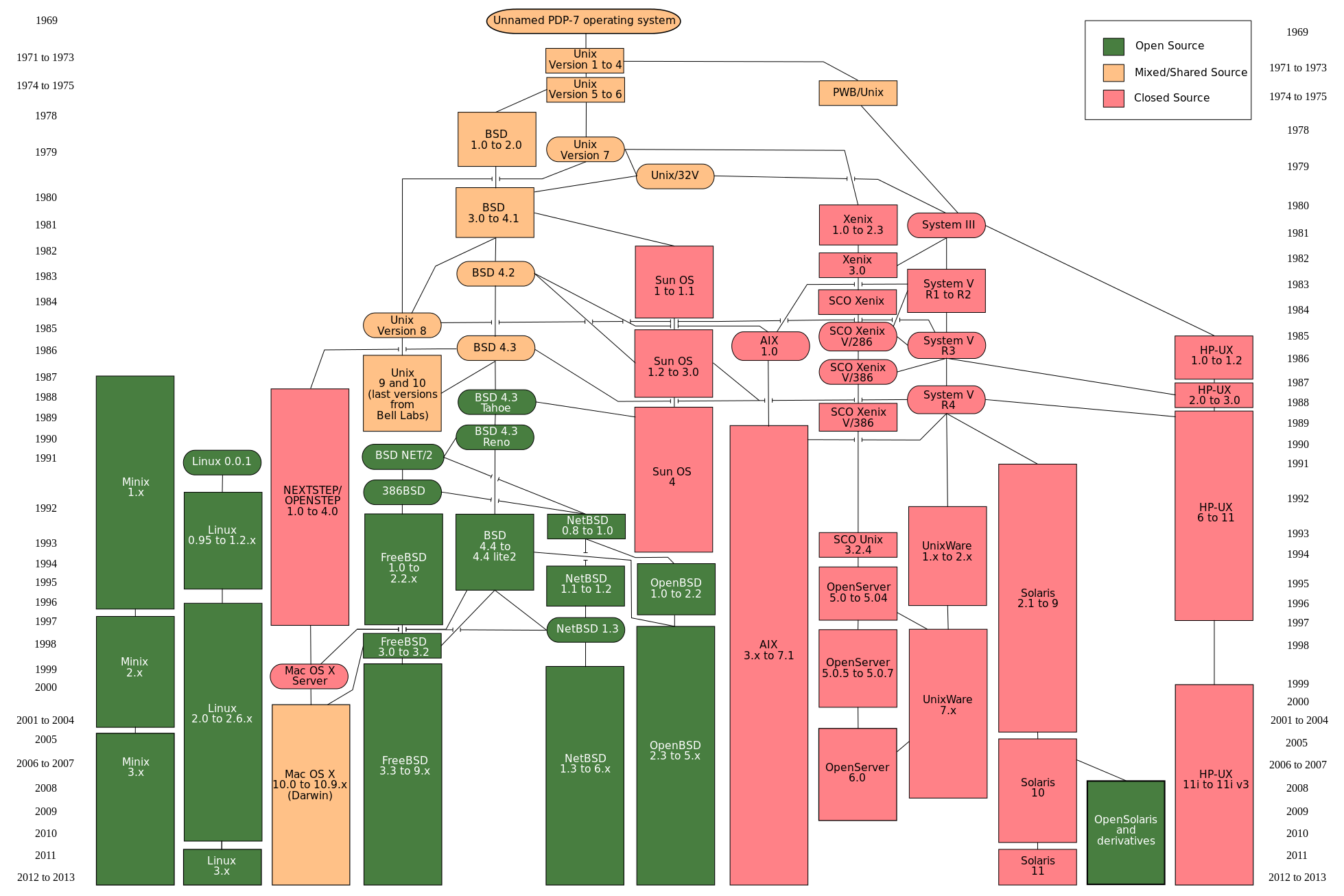
A imagem ilustra a complexa árvore genealógica dos sistemas operacionais derivados do Unix, destacando a linhagem que culminou no macOS. Cada caixa representa um sistema operacional, e as linhas conectam seus antecessores. As cores indicam o nível de código aberto de cada sistema. A compreensão dessa genealogia é crucial para entender o desenvolvimento do macOS fora da Apple, pois revela as diversas influências e tecnologias que moldaram o sistema operacional da Apple ao longo dos anos

Após a Apple remover Steve Jobs da gerência em 1985, ele deixou a companhia e tentou — com investimentos de Ross Perot e de seu próprio bolso — criar a próxima "grande inovação": o resultado foi a NeXT. Os equipamentos produzidos pela NeXT eram avançados para sua época, como a primeira estação de trabalho a incluir um DSP e um drive óptico de alta-capacidade, mas ele tinha várias estranhezas e problemas de design, sendo também caro comparado aos concorrentes no setor. A produção do equipamento foi cancelada em 1993. No entanto, o NeXTSTEP, o sistema operacional de orientação a objeto da companhia, teve um legado mais duradouro.
O NeXTSTEP era baseado na núcleo Mach e no BSD, uma implementação do Unix cujas origens são da década de 1970. Talvez seja mais lembrado por possuir um framework de programação baseado na linguagem Objective-C. Este ambiente é conhecido hoje no mundo Mac como Cocoa. Também suportava Enterprise Objects Framework e o WebObjects, entre outras características notáveis.
Abandonando todas suas idéias, exceto o sistema operacional, a NeXT conseguiu manter um negócio vendendo o WebObjects e consultoria de serviços, mas nunca foi um sucesso comercial. O NeXTSTEP evoluiu para o OPENSTEP que separou as camadas de objetos do sistema operacional abaixo, permitindo que rodasse com menos modificações em outras plataformas. O OPENSTEP foi, por algum tempo, adotado pela Sun Microsystems. No entanto, neste ponto, algumas outras companhias — entre as mais notáveis, Apple, IBM, Microsoft, e até mesmo a Sun — estavam dizendo que iriam logo lançar sistemas operacionais parecidos de orientação a objeto e ferramentas de desenvolvimento próprias. (Alguns desses esforços, como Taligent, não foram completados; outros, como Java, foram muito adotados.)

## Desenvolvimento interno
Enquanto isso, a Apple estava enfrentando seus próprios problemas comerciais. O Mac OS, já com dez anos, tinha alcançado os limites de sua arquitetura de usuário único e multitarefa, e sua interface de usuário que já tinha sido considerada inovadora estava parecendo cada vez mais "antiquada". Houve um grande esforço em 1994 para desenvolver um substituto, conhecido como Copland, que era visto fora da Apple como um caso sem esperança. Em torno de 1996, o Copland não estava nem perto das condições para lançamento, e o projeto foi eventualmente cancelado. Alguns elementos do Copland foram incorporadas no Mac OS 8, lançado em 1997.
Após considerar a compra do BeOS — um sistema operacional multitarefa e multimídia projetado para equipamento similar ao da Apple — a companhia decidiu adquirir a NeXT e utilizar o OPENSTEP como base de seu novo sistema operacional. Avie Tevanian assumiu o desenvolvimento do SO, e Steve Jobs foi trazido como consultor. Inicialmente, o plano era desenvolver um novo SO baseado quase completamente numa versão atualizada do OPENSTEP, com um emulador — conhecido como "Blue Box" — para rodar aplicativos "clássicos" do Macintosh. O resultado ficou conhecido pelo codinome Rhapsody, programado para lançamento no final de 1998.
A Apple achou que os desenvolvedores começariam a portar seus programas para as bibliotecas mais poderosas do OPENSTEP uma vez que soubessem do seu poder e flexibilidade. Em vez disso, vários grandes desenvolvedores como a Adobe falaram para a Apple que isso jamais ocorreria, e que eles preferiam deixar a plataforma completamente. Essa "rejeição" do plano da Apple se devia, em grande parte, a antigas promessas que não foram cumpridas pela companhia; após acompanhar um "próximo sistema operacional" desaparecer após o outro e a fatia de mercado da Apple diminuir, os desenvolvedores não estavam muito interessados em trabalhar na plataforma, e muito menos em reescrever aplicativos.

## Mudança de direção sob o comando de Jobs
As perdas financeiras da Apple continuavam, os diretores perderam a confiança no CEO Gil Amelio e pediram que ele renunciasse. A diretoria convenceu Jobs a assumir o comando interino da companhia. Na verdade, Jobs estava recebendo "carta branca" dos diretores para trazer os lucros de volta para a companhia. Quando Jobs anunciou na Worldwide Developers Conference que o que os desenvolvedores realmente queriam era uma versão moderna do Mac OS, e que era isso que a Apple entregaria, recebeu muitos aplausos. Nos dois anos seguintes, foi feito muito esforço para portar as APIs originais do Macintosh para as bibliotecas Unix, conhecido como Carbon. Os aplicativos do Mac OS poderiam ser portados para o Carbon sem a necessidade de reescrever todo o código, e ainda assim sendo completamente compatíveis com o novo sistema operacional. Enquanto isso, aplicativos escritos utilizando os kits de ferramentas antigos seriam suportados utilizando o ambiente "clássico" do Mac OS 9 ("Classic"). O suporte a C, C++, Objective-C, Java e Python facilitou a situação ainda mais para os desenvolvedores.
Durante esse tempo as camadas inferiores do sistema operacional (o núcleo Mach e as camadas BSD em cima) foram reempacotadas e lançadas sob uma licença de código aberto conhecido como Darwin. O núcleo do Darwin fornece um sistema operacional extremamente estável e flexível, rivalizando muitas outras implementações do Unix e oferencendo a vantagem das contribuições de programadores e de projetos de código aberto fora da Apple; no entanto, não há muito uso fora da comunidade Macintosh. Durante esse período, a linguagem Java tinha crescido em popularidade e um esforço foi feito para melhorar o suporte a essa linguagem no Mac. Isso foi feito através do porte de uma máquina virtual Java de alta velocidade para a plataforma.
Enquanto o primeiro lançamento do novo SO — Mac OS X Server 1.0 — utilizava uma interface gráfica semelhante ao do Mac OS, todas as versões seguintes apresentavam um novo tema conhecido como Aqua. O desenvolvimento dessa parte do SO foi atrasado em parte devido ao fato da troca do motor de visualização (engine Display) OpenScript do OPENSTEP para um que era livre de licenças, conhecido como Quartz. O Aqua era uma mudança relativamente radical da interface do Mac OS 9, que era uma evolução do Macintosh Finder original. Foram incorporados novos gráficos coloridos escaláveis, anti-aliasing de texto e gráficos, sombreamento e destaque simulado, transparência e animação. Um novo recurso era o Dock, um abridor de aplicativos que tirava vantagem dessas capacidades. Apesar disso, o Mac OS X manteve um grau de compatibilidade com a interface original do Mac OS e com as próprias orientações da Apple, com seu menu único no topo da tela, atalhos de teclado familiares e suporte a mouses de um só botão.

## Lançamentos
A Apple lançou o Mac OS X Server 1.0 em janeiro de 1999. Um beta público do Mac OS X foi lançado em 2000, e em 24 de março de 2001 foi o lançamento oficial e completo da versão 10.0 do Mac OS X.
- Mac OS X Public Beta (2000)
- Mac OS X v10.0 "Cheetah" (24 de março de 2001
- Mac OS X v10.1 "Puma" (25 de setembro de 2001
- Mac OS X v10.2 "Jaguar" (24 de agosto de 2002)
- Mac OS X v10.3 "Panther" (24 de outubro de 2003)
- Mac OS X v10.4 "Tiger" (29 de abril de 2005)
- Mac OS X v10.5 "Leopard" (26 de outubro de 2007)
- Mac OS X v10.6 "Snow Leopard" (28 de Agosto de 2009)
- Mac OS X v10.7 "Lion" (20 de Julho de 2011)
- OS X v10.8 "Mountain Lion" (25 de Julho de 2012)
- OS X v10.9 "Mavericks" (22 de Outubro de 2013)
- OS X v10.10 "Yosemite" (16 de Outubro de 2014)
- OS X v10.11 "El Capitan" (30 de setembro de 2015)
- OS X v10.12 "Sierra" (20 de setembro de 2016)

## Versões

### Mac OS X v10.0"Cheetah"
Mac OS X v10.0, codinome "Cheetah", foi a primeira versão do sistema operacional Mac OS X, para desktop e servidor da Apple Inc.. Mac OS X v10.0 foi lançado no dia 24 de março de 2001 por um preço de US$129,95. Substituiu o Mac OS X Público Beta e veio antes do Mac OS X v10.1. Mac OS X v10.0 foi uma mudança radical do Sistema Operacional anterior, considerado "clássico", da Macintosh e foi a resposta da Apple Inc. à tão esperada próxima geração de sistemas operacionais da Macintosh. Apresentou um novo conceito de código criado completamente diferente do modelo do Mac OS 9, como também todos os sistemas operacionais anteriores da Apple. Mac OS X introduziu o novo núcleo Darwin Unix-like e um sistema totalmente novo de administração de memória. Provou ser um começo duradouro para o Mac OS X.

### Mac OS X v10.1"Puma"
Mac OS X v10.1, codinome "Puma", foi a segunda versão do sistema operacional Mac OS X, para desktop e servidor da Apple Inc.. Substituiu o Mac OS X v10.0 e antecedeu ao Mac OS X v10.2. A versão 10.1 foi lançada em 25 de setembro de 2001 como uma macroatualização gratuita da versão 10.0. A partir da versão 10.1.2, a Apple Inc. fez do Mac OS X o sistema operacional padrão dos novos Macs.  O sistema operacional foi distribuído sem custos para os empregados da Apple depois do pronunciamento de Steve Jobs em uma conferência em São Francisco. Logo após, foi distribuído para os usuários do Macintosh em 25 de outubro de 2001 nas lojas da Apple Inc. e outros distribuidores de produtos da marca. O sistema operacional foi melhor recebido do que Mac OS X versão 10.0, embora os críticos reclamassem do excesso de defeitos e da falta de alguns recursos no novo sistema operacional.

### Mac OS X v10.2 "Jaguar"
Mac OS X v10.2 "Jaguar" foi a terceira versão do Sistema Operacional para desktop e servidores da série Mac OS X. Substituiu o Mac OS X v10.1 com o codinome Puma e antecedeu o Mac OS X v10.3 "Panther". O sistema operacional foi lançado no dia 23 de agosto 2002 pelo preço de US$ 129, ou a um preço de US$ 199 dólares para o "family pack" que permitia cinco instalações em computadores separados em uma residência. O sistema operacional foi bem aceito pelos usuários do Macintosh pelo grande avanço na estabilidade e velocidade; porém, muitos críticos ainda reivindicaram melhoria na velocidade da interface pois diziam que ainda possuíam muitos problemas pendentes.  Jaguar foi o primeiro sistema operacional Mac OS X onde o codinome foi usado em anúncios publicitários. Hoje os produtos do Mac OS X continuam a tradição de usar o codinome em seus produtos dos sistemas operacionais da Apple.

### Mac OS X v10.3 "Panther"
O Mac OS X v10.3 "Panther" foi o quarto lançamento do Mac OS X. Ele substituiu o Mac OS X v10.2 "Jaguar" e teve como sucessor o Mac OS X v10.4 "Tiger". O "Panther" foi lançado em 24 de outubro de 2003. O seu custo era de US$ 129 para uma única licença de usuário e US$ 199 para um pack familiar (licença para 5 computadores).

### Mac OS X v10.4 "Tiger"
Mac OS X v10.4 "Tiger" foi o quinto lançamento do Mac OS X. O "Tiger" foi liberado ao público em 29 de abril de 2005 como o sucessor do Mac OS X v10.3 "Panther", que foi lançado 18 meses antes, logo substituído pelo Mac OS X v10.5 "Leopard", em 26 de Outubro de 2007, após 30 meses, tornando-se o Mac OS X de mais longa versão. Alguns dos novos recursos incluem um rápido sistema de busca chamado Spotlight, uma nova versão do navegador Safari, Dashboard, um novo tema unificado, e suporte aperfeiçoado para uso em processadores 64 bits. O "Tiger" foi também a primeira versão do sistema operacional Mac OS X liberada para trabalhar com máquinas Apple com arquitetura Intel (máquinas Apple usando processadores x86.)
Seis semanas após o seu lançamento oficial, a Apple tinha entregue 2 milhões de cópias do Tiger, o que representa 16% de todos os usuários do Mac OS X. A Apple alega que o Tiger foi o mais bem sucedido Mac OS X da história da empresa. Na Conferência WWDC em 11 de junho de 2007, o CEO da Apple, Steve Jobs, anunciou que, dos 22 milhões de usuários do Mac OS X, mais do que 67% estavam usando Tiger.

### Mac OS X v10.5"Leopard"
O Mac OS X v10.5 "Leopard" é o sexto lançamento da família Mac OS X, sendo o sucessor do Mac OS X v10.4 "Tiger". Leopard foi lançado em 26 de Outubro de 2007 e esteve disponível em duas variantes: uma versão desktop, adequada para computadores pessoais, e uma versão para servidor, a versão Mac OS X Server. O "Leopard" foi substituído pelo Mac OS X v10.6 "Snow Leopard", lançado em agosto de 2009.  De acordo com a Apple, O "Leopard" contem mais de 300 alterações e melhorias, abrangendo desde o núcleo do sistema operacional até componentes incluídos em aplicações e ferramentas para desenvolvedores. O "Leopard" introduz um redesenhado Dock, o Menu Bar com efeito de transparência e uma atualização do Finder que incorpora o Cover Flow (uma navegação com interface visual vista pela primeira vez no iTunes). Outras características notáveis incluem suporte para escrita de 64-bit, um backup automático com um utilitário chamado Time Machine, suporte a Spotlight para buscas em várias máquinas e a inclusão do Front Row e o Photo Booth, que anteriormente estavam incluídos apenas com alguns modelos Mac.

### Mac OS X v10.6 "Snow Leopard"
Em 2009, Apple e Microsoft mudaram a estratégia, lançando novas versões de seus sistemas operacionais. Enquanto o Windows 7 foi lançado em outubro, o Mac OS X Snow Leopard 10.6 chegou ao mercado americano na última semana de agosto. O Snow Leopard ficou mais rápido ao iniciar o computador e abrir programas, principalmente os da Apple, além de 50% menor, liberando 7G de espaço em HD (disco rígido). Como desvantagem está a exigência do processador Intel, o que significa que não roda nos antigos Macs. Mas por outro lado, custa apenas US$ 30 para quem já possui o Leopard 10.5, o anterior.
Entre outras novidades estão o ajuste automático do relógio em viagens, a data na barra de menu, a sinalização da intensidade da rede wireless, possibilidade de ícones maiores, visualização de itens de uma pasta, plugins de páginas web, como flash, não congelam mais o navegador, os vídeos são exibidos em tela inteira e podem ser enviados direto para o youtube.

### Mac OS X v10.7 "Lion"
O Mac OS X v10.7 "Lion" é o oitavo lançamento da família Mac OS X, sendo o sucessor do Mac OS X v10.6 "Snow Leopard". Lion foi anunciado em 20 de Outubro de 2010 na conferência "Back To The Mac" e foi lançado em 20 de Julho de 2011, estando disponível para download através da Mac App Store.
Apple: "Pegamos nossas melhores ideias do Mac OS X e aplicamos no iPhone. Pegamos nossas melhores ideias do iPhone e aplicamos no iPad. Agora chegou a hora de aplicar tudo isso no Mac." Novidades:
- App Store agora vai servir também para Mac com aplicativos especiais
- Launchpad: "Com o Launchpad você acessa seus apps em um instante, assim como no iPad. Só precisa clicar no ícone do Launchpad no seu Dock. A janela aberta é substituída por uma elegante tela que mostra todos os apps disponíveis no seu Mac. Percorra todas as páginas de seus apps ou organize-os como você quiser, basta arrastar o ícone para o lugar desejado; também pode agrupá-los em pastas. Quando você baixa um app da App Store, ele é mostrado automaticamente no Launchpad, pronto para ser instalado."
- Apps em tela cheia: "O iPad mostra todos os seus apps em tela cheia para você não se distrair, e oferece uma forma rápida de voltar à tela dos apps. O Mac OS X Lion faz a mesma coisa na sua área de trabalho. Você pode abrir um app em tela cheia com só um clique; mudar para outro app também em tela cheia deslizando apenas um dedo no trackpad, e retornar à área de trabalho para aceder seus apps. O suporte à visualização de apps em tela cheia cria uma experiência muito mais envolvente. Assim você pode se concentrar ainda mais no seu trabalho ou aproveitar seus jogos de uma maneira mais intensa."
- Mission Control: "O novo Mission Control é um poderoso e prático recurso que proporciona uma visualização abrangente de tudo o que estiver em execução no seu Mac‚ incluindo o Exposé, Spaces, Dashboard e apps em tela cheia. Com um simples movimento, o Mission Control é mostrado na tela. Assim você pode ver todas as janelas abertas agrupadas por app, ícones dos apps funcionando em tela cheia, o Dashboard e outras janelas do Spaces. Tudo organizado em um lugar só. Com um clique, você acessa o que quiser do Mission Control. É o Mac OS X Lion colocando você no controle do sistema."

### OS X v10.8 "Mountain Lion"
O OS X v10.8 "Mountain Lion" é o nono sistema operacional da família OS X, sendo uma atualização e sucessor do Mac OS X v10.7 "Lion". O Mountain Lion foi anunciado em Fevereiro de 2012 e lançado em 25 de Julho de 2012, disponível para download na Mac App Store. As suas maiores atualizações foram a introdução do iCloud, Messages, Reminders, Notes, Notification Center, Game Center, dentre outros. O Mountain Lion trouxe algumas características do sistema operacional móvel da Apple, o iOS. É também a primeira versão a ser chamada oficialmente de "OS X", e não de "Mac OS X". A partir desta versão, a empresa Apple Inc. anuncia um cronograma de lançamentos de sistema anual, assim como ocorre com o sistema móvel iOS.

### OS X v10.9 "Mavericks"
O OS X v10.9 "Mavericks" é o décimo sistema operacional da família OS X, sendo o sucessor do OS X v10.8 "Mountain Lion". O OS X Mavericks é a primeira versão que não leva o nome de algum felino, optaram por homenagear uma região para amantes do surf no norte da Califórnia. Foi anunciado em Junho de 2013 e lançado em 22 de outubro de 2013. Suas principais atualizações são o iBooks e Mapas, antes apenas disponíveis para o iOS, tendo também novas opções no Finder, Central de Notificações, Calendário, iCloud e Safari, e um suporte melhorado para múltiplos monitores.

### OS X v10.10 "Yosemite"
O OSX v10.10 "Yosemite" é o décimo primeiro sistema operacional da família OS X, sendo o sucessor do OSX v10.9 "Mavericks". Anunciado em junho de 2014, pela primeira vez desde "aqua", traz mudanças significativas na interface gráfica, adotando transparências e design flat inseridos no iOS 7. Foi lançado em 16 de outubro de 2014.

### OS X v10.11 "El Capitan"
O OSX v10.11 "El Capitan" é o décimo segundo sistema operacional da família OS X, sendo o sucessor do OSX v10.10 "Yosemite". Anunciado em junho de 2015, traz mudanças poucos significativas em relação ao seu antecessor,  foi disponiblizado para download no outono americano 23/09 - 21/12

### OS X' v10.12 "Sierra"
O macOS v10.12 "Sierra" é o décimo terceiro sistema operacional da família macOS, sendo o sucessor do OSX v10.11 "El Capitan". Anunciado em junho de 2016, traz, além da mudança no nome, cujo objetivo foi padronizar com os demais sistemas da Apple (iOS, tvOS e watchOS), melhorias nos recursos de continuidade, função picture in picture, abas para todas as janelas de apps e integração com a assistente virtual Siri.

### macOS v10.13 "High Sierra"
O macOS v10.13 "High Sierra" é o décimo quarto sistema operacional da família macOS, sendo o sucessor do macOS v10.12 "Sierra". Anunciado em junho de 2017, traz mudanças focadas nos "power users", além da mudança do antigo sistema de arquivos para o novo e repensado APFS (Apple File System), agora presente em todos os dispositivos, desde watchOS e tvOS, até iOS e macOS. Esse sistema de arquivos foi feito com foco em rápida administração de dados e arquitetura 64-bit. Além disso tivemos atualizações no aplicativo de fotos, Safari e uma renovação da plataforma Metal, de processamento gráfico.

### macOS v10.14 "Mojave"
O macOS v10.14 "Mojave" é o décimo quinto sistema operacional da família macOS, sendo o sucessor do macOS v10.13 "High Sierra". Anunciado em junho de 2018, traz mudanças além do nome, cujo objetivo foi deixar mais integrado com o iOS, como:
Modo noturno: O modo escuro completo, que antes somente ficava disponível para a barra de menus e o dock. 
Novos aplicativos: Os primeiros aplicativos de iOS, como Apple News, Gravador e Bolsa, chegaram aos Macs. 
Mac App Store reformulada: A App Store foi renovada e ficou mais parecida com a do iOS. 
Melhorias na privacidade: O Safari passou a bloquear o rastreamento pelos botões de curtir, comentar e compartilhar nas redes sociais. 
Nova ferramenta de screenshots: A ferramenta de captura de tela (Comand + Shift + 5) também pode gravar vídeos.
Integração com a câmera dos dispositivos iOS: é possível adicionar uma foto tirada com um iPhone a um documento no Mac. 
Sistema simplificado de digitais: As autenticações biométricas feitas nos Macs são comunicadas como se fossem de qualquer Mac.

### macOS v10.15 "Catalina"
O macOS v10.15 "Catalina" é o décimo sexto sistema operacional da família macOS, sendo o sucessor do macOS v10.14 "Mojave". Anunciado em junho de 2019, sem enrolações vamos direto para as novidades que esse sistema trouxe.
Controle por voz: Permite navegar pelo sistema sem usar as mãos, abrindo aplicativos, fechando janelas, arrastando e soltando itens, e mais.
Sidecar: Transforma o iPad numa segunda tela do Mac, com ou sem fio. Modelos compatíveis do tablet podem até se tornar mesas digitalizadoras com o Apple Pencil
Apps Música e Podcasts: A substituição do iTunes, agora consta com novas recomendações em Para Você e novos layouts.
Widget de Tempo: Recebeu alguns recursos adquiridos pela Apple quando da compra do Dark Sky.
Silenciar e-mails: Agora no MacOS Catalina é possível silenciar os e-mails incômods no Apple Mail.
Novas APIs e ferramentas de desenvolvimento: Facilitam levar apps do iPhone ou do iPad para o Mac.
Apple arcade: Novo recurso do macOS Catalina.
Melhoria da vida útil da bateria: O macOS Catalina traz melhorias em relação a recarga e a vida útil da bateria dos MacBooks.

### macOS v11.0 "Big Sur"
O macOS v11.0 "Big Sur" é o décimo sétimo sistema operacional da família macOS, sendo o sucessor do macOS v10.15 "Catalina". Anunciado em junho de 2020, sem enrolações vamos direto para as novidades que esse sistema trouxe.
Interface: A interface do macOS Big Sur foi totalmente remodelada e inspirada do iOS, com várias mudanças visuais na barra de menus, Central de Controle e Dock.
Políticas de privacidade: O macOS 11 introduziu políticas de privacidade simplificadas para aplicativos Mac, com rótulos que informam o que o app deseja fazer.
Apple Arcade: O Apple Arcade inicialmente introduzido no Catalina ficou mais proeminente no Big Sur, com páginas de jogos que permitem continuar um jogo iniciado em outro dispositivo como o iPhone ou o iPad.
Safari: O navegador Safari ficou 50% mais rápido que o Google Chrome, e ganhou novas opções de personalização
Mensagens ou iMessage: O iMessage foi reescrito para ter paridade de recursos com a versão iOS, e ganhou novas funcionalidades como fixação de conversas, busca de mensagens e mais.
Janelas dos aplicativos: As janelas dos aplicativos têm mais foco no conteúdo, com transparência e sombras.
Barra lateral: A barra lateral ocupa toda a altura da janela.
Barra de ferramentas: A barra de ferramentas tem controles mais suaves que aparecem quando o usuário precisa deles.

### macOS v12.0 "Monterey"
O macOS v12.0 "Monterey" é o décimo oitavo sistema operacional da família macOS, sendo o sucessor do macOS v11.00 "Big Sur". Anunciado em junho de 2021, sem enrolações vamos direto para as novidades que esse sistema trouxe.
Atalhos: O aplicativo Atalhos, que já estava disponível no iOS e no iPad OS, chegou ao macOS, permitindo combinar várias ações em um único comando.
FaceTime: O FaceTime ganhou melhorias de áudio e vídeo, como áudio espacial e modo Retrato.
Safari: O Safari ganhou novas ferramentas de produtividade, como Grupos de Abas.
Modo Foco: O Modo Foco, recurso que ajuda a reduzir distrações e a concentrar os usuários, também foi incluído no macOS Monterey.
Nome: O macOS Monterey, assim como outros sistemas operacionais da Apple, recebeu o nome de um local da Califórnia.

### macOS v13.0 "Ventura"
O macOS v13.0 "Ventura" é o décimo nono sistema operacional da família macOS, sendo o sucessor do macOS v12.0 "Monterey". Anunciado em junho de 2022, sem enrolações vamos direto para as novidades que esse sistema trouxe.
Stage Manager: Um novo controle que facilita a organização de janelas e aplicativos.
Câmera de Continuidade: Permite usar o iPhone como webcam para o Mac.
Melhorias nos apps: Atualizações importantes nos apps Mail, Mensagens e Safari
Spotlight: Renovação no design do Spotlight
Proteções de segurança e privacidade: As mais recentes proteções para o Mac
Integração entre os dispositivos Apple: A atualização visa melhorar a integração entre dispositivos Apple.

### macOS v14.0 "Sonoma"
O macOS v14.0 "Sonoma" é o décimo nono sistema operacional da família macOS, sendo o sucessor do macOS v13.0 "Ventura". Anunciado em junho de 2023, sem enrolações vamos direto para as novidades que esse sistema trouxe.
Widgets na mesa: Agora você pode personalizar sua tela inicial com widgets interativos, como calendário, notícias, clima e muito mais.
Perfis no Safari: Organize sua navegação em diferentes perfis, como trabalho e pessoal, com histórico, extensões e favoritos separados.
Modo de Jogo: Melhore o desempenho dos jogos no seu Mac com otimizações e integração com controladores.
Videoconferências: Experimente novas reações em videoconferências, como balões, confetes e corações.
Compartilhamento de senhas: Compartilhe senhas de forma segura com seus contatos.
Web Apps no Safari: Use seus aplicativos da web favoritos como se fossem apps nativos no seu Mac
Melhorias no Spotlight: Busque por informações de forma mais rápida e precisa.
Atualizações no Mensagens: Novas funcionalidades para tornar suas conversas mais divertidas e eficientes.
Protetores de tela: Novos papéis de parede dinâmicos e personalizáveis.

### macOS v15.0 "Sequoia" Beta
O macOS v15.0 "Sequoia" é o décimo nono sistema operacional da família macOS, sendo o sucessor do macOS v14.0 "Sonoma". Anunciado em junho de 2024, sem enrolações vamos direto para as novidades que esse sistema trouxe.
Apple Intelligence: A grande estrela do macOS Sequoia é a Apple Intelligence. Essa tecnologia, presente em Macs com chip Apple, utiliza o aprendizado de máquina para oferecer sugestões personalizadas e inteligentes em diversas áreas, como:
Busca: Resultados de busca mais relevantes e contextuais.
Automação: Criação de atalhos e ações automáticas com base nos seus hábitos.
Sugestões: Recomendações de apps, arquivos e configurações personalizadas.
Continuidade: A integração entre dispositivos Apple se torna ainda mais fluida com o macOS Sequoia. Recursos como o iPhone Mirroring permitem que você use seu iPhone diretamente na tela do Mac, arrastando e soltando arquivos entre os dois dispositivos.
Produtividade:
App senhas: Organize e sincronize suas senhas de forma segura em todos os seus dispositivos.
Gerenciamento de janelas: Novas opções para organizar e agrupar janelas, facilitando o multitarefas.
Calculadora: Calculadora redesenhada com novas funcionalidades e interface mais intuitiva
Safari: Melhorias no desempenho e novas funcionalidades, como a capacidade de criar grupos de abas personalizadas.
Mensagens: Novas formas de expressar-se nas conversas, como reações e efeitos.
Mapas: Melhorias na navegação e novas funcionalidades, como a capacidade de criar guias de viagem.
Notas: Novas ferramentas de edição e organização, como a possibilidade de adicionar áudio e transcrição às notas.

Freeform: Novas funcionalidades para colaboração e brainstorming em tempo real.